# 十三字行功訣
十三字行功訣（じゅうさんじぎょうこうけつ）は、中国武術の伝統拳である太極拳としての楊式太極拳の楊班侯（永年楊氏二世）の作と伝わる理論書の九種の中のひとつ。楊班侯から牛連元。牛連元から呉孟侠に伝わる。
十三字行功訣　　　楊班侯　伝
1.十三字
掤、捋、擠、按、採、挒、肘、靠、進、退、顧、盼、定。
2.口訣
掤手両臂要圓撑、動静虚実任意攻。

搭手捋開擠掌使、敵欲還着勢難逞。

按手用着似傾倒、二把採住不放鬆。

来勢兇猛挒手用、肘靠随時任意行。

進退反側應機走、何怕敵人藝業精。

遇敵上前迫近打、顧住三前盼七星。

敵人逼近来打我、閃開正中定横中。

太極十三字中法、精意揣摩妙厚生。